# Relaciones Argelia-Cuba
Las relaciones entre Argelia y Cuba son las relaciones internacionales entre la República Argelina Democrática y Popular y la República de Cuba.

## Historia
En 1963, Cuba formó para la recién independizada Argelia su primera brigada médica internacional, compuesta entonces por 58 médicos y técnicos.La neurocirujana cubana Hilda Molina estuvo presente en Argelia a principios de los años 1980. Indicó que había sido engañada y no sabía en ese momento que su “gobierno recibía divisas a cambio del trabajo de médicos en condiciones precarias”. También cree que el personal médico debe ser voluntario y lamenta su uso con fines propagandísticos.
Cuba también proporcionó a Argelia ayuda militar (22 vehículos blindados de diseño soviético y varios cientos de soldados) cuando la monarquía marroquí intentó conquistar la región de Tinduf en octubre de 1963. Sin embargo, los combates cesaron rápidamente y los refuerzos cubanos no participaron.
Argelia y Cuba realizaron trueques no comerciales en los años 1960. Cuba envió azúcar y Argelia respondió enviando productos locales y caballos de púas.
Al no poder Cuba, debido a la estrecha vigilancia de los Estados Unidos, transportar a América Latina armas y personal militar entrenado en la isla, Argelia decidió tomar el control y establecer en su territorio estructuras de acogida para los movimientos revolucionarios de América Latina sometidos a la coordinación directa del Che Guevara.